# Раутек, Франц
Франц Раутек (10.04.1902, Санкт-Пёльтен – 08.11.1989, Вена) – профессор, учитель боевых искусств. Известен как изобретатель способа экстренной эвакуации пострадавших, который позволяет поднимать и захватывать человека так, что тот крепко удерживается в руках спасателя. Этот способ впоследствии был назван метод  «метод Раутека» или "приём Раутека". Позволяет быстро переместить пострадавшего из опасной зоны в безопасную с ограниченным усилием со стороны спасателя. Может быть применен даже если комплекция спасателя намного меньше, чем пострадавшего. Метод Раутека используется также в здравоохранении для перемещения парализованных пациентов медицинским персоналом.

## Биография
Франц Раутек родился в 1902г. в семье владельца страховой компании в Австрии. Изначально Франц увлекался занятиями гимнастикой, но позднее стал обучаться малоизвестному на тот момент в Европе искусству самообороны джиу-джитсу.
После нескольких лет интенсивных тренировок и участия в соревнованиях Раутек получил место инструктора в Полицейском Спортивном Союзе, а позднее открыл в Вене спортивную школу джиу-джитсу. Потом была работа в школе при Институте шведской гимнастики и должность инструктора в Университете спорта. В 1934 году Франц женился на Хильде, спортивном педагоге и пловчихе. В 1941 году студент Университета на занятиях по джиу-джитсу задал Раутеку вопрос, можно ли использовать принцип рычага из джиу-джитсу для перемещения бессознательного человека. Через несколько минут Франц и его супруга Хильда смогли найти ответ на вопрос студента и впервые продемонстрировали метод, который позднее стал называться "метод Раутека". Хорошие отношения Франца с профессором анатомии, который так же являлся консультантом Красного Креста, позволили провести успешное тестирование метода в организациях Красного Креста разных стран.
Позднее Раутек был мобилизован на военную службу для подготовки медицинского персонала и служил в одном из госпиталей, где и был взят в плен американской армией в начале 1945 года. В октябре 1945 года Франц был освобождён и вернулся в Вену. В 1952 году он начал активно сотрудничать с Австрийский Красным Крестом, обучая сотрудников своему методу. В 1954 году это сотрудничество распространилось на Германию, а в 1965 на Турцию, где было проведено несколько учебных курсов. В 1975 году на чемпионате мира по джиу-джитсу в Вене шведская делегация тренируется под руководством Франца Раутека и знакомится с его приёмом эвакуации. В 1976 году его вместе с супругой приглашают в Швецию в летний лагерь профсоюзов для проведения учебных занятий. К этому моменту Красный Крест ряда стран уже принял его метод в качестве рекомендованного метода перемещения пострадавших и инвалидов.
Франц Раутек имеет ряд запатентованных изобретений. Помимо метода, который принёс ему известность, Раутек разработал оборудование для медицинской реабилитации и восстановления человека. Является автором многих буклетов для Красного Креста.
В 1978 Францу Раутеку присуждено звание профессора.

## Метод Раутека
Находясь сзади, спасатель просовывает руки через подмышки пострадавшего, сгибает любую руку пострадавшего, хватается за предплечье двумя руками;

Садится на корточки, прижимается к пострадавшему;

Выпрямляет спину и встает;

Если не удается встать с прямой спиной – оттаскивает пострадавшего на коленях.

Примечание: есть очевидные опасности для пострадавших с повреждениями позвоночника, поэтому такие пострадавшие должны быть перемещены, только если ситуация абсолютно требует этого (например, в огне).

## Памятники
Приёму Раутека в 1991 был поставлен памятник в Нидерландах, город Лёсден.

## Улицы
В 2013 именем Раутека названа улица в Санкт-Пёльтене, Австрия.

## Фильмы
В 1970 снят научный документальный фильм Helfen und Bergen - Rettungsgriffe nach Rautek (Помощь и спасение - Приём Раутека).